# Клерк
Клерк (фр. Clerques) насеље је и општина у североисточној Француској у региону Север-Па д Кале, у департману Па де Кале која припада префектури Сент Омер.
По подацима из 2011. године у општини је живело 278 становника, а густина насељености је износила 43,51 становника/km². Општина се простире на површини од 6,39 km². Налази се на средњој надморској висини од 47 метара (максималној 173 m, а минималној 37 m).

## Демографија
| 1962. | 1968. | 1975. | 1982. | 1990. | 1999. | 2011. |
| ----- | ----- | ----- | ----- | ----- | ----- | ----- |
| 184   | 186   | 180   | 209   | 215   | 213   | 278   |

График промене броја становника у току последњих година